# 死神龍屬
死神龍屬（意為「死神蜥蜴」）又譯鄂力克龍，是鐮刀龍科的一屬恐龍，生存於上白堊紀的蒙古。死神龍的化石包含一個頭顱骨、一些顱後骨骼的碎片，發現於蒙古國的巴彦思楞組（Bayan Shireh Formation），地質年代約9000萬年前
模式種是安氏死神龍（E. andrewsi），是由Altangerel Perle在1980年描述、命名。屬名是來自蒙古神話的死神伊爾勒格（Erlik），而種小名則是紀念古生物學家羅伊·查普曼·安德魯斯（Roy Chapman Andrews）。死神龍的化石被發現時，包含當時的唯一鐮刀龍類（當時為慢龍下目）頭顱骨。這有助於古動物學家瞭解鐮刀龍類的頭部特徵。

## 敘述
死神龍屬於鐮刀龍類，牠們是一群奇特的草食性獸腳類恐龍，骨盆的恥骨向後，類似鳥臀目恐龍。鐮刀龍類具有喙狀嘴，用來咬碎植物。目前有少數鐮刀龍類是有羽毛恐龍，科學家推測鐮刀龍類都具有羽毛。
死神龍腳掌有較長的趾爪，其用途仍不清楚。雖然死神龍的化石並不完整，但身長估計為6公尺。牠們是慢龍的近親，有著相似的解剖特徵，但死神龍的體型較小。

## 分類
一些科學家推測死神龍與秘龍是同一物種。死神龍與秘龍的化石都發現於同一地層，化石都不完整。
但是，慢龍是死神龍的近親，而慢龍與秘龍的骨盆並不相似。古動物學家瑞欽·巴思缽（Rinchen Barsbold）因此認為死神龍與秘龍不是同一物種。死神龍與秘龍目前都是個別的有效屬。

## 外部連結
- 死神龍基本數據 （页面存档备份，存于）